# Scaphochlamys rubromaculata
Scaphochlamys rubromaculata là một loài thực vật có hoa trong họ Gừng. Loài này được Richard Eric Holttum miêu tả khoa học đầu tiên năm 1950.

## Mẫu định danh
Mẫu định danh: Corner E.J.H. SFN 30031 do Edred John Henry Corner (1906-1996) thu thập ngày 29 tháng 10 năm 1935 ở cao độ 700 ft (235 m), tọa độ 4°13′19″B 103°17′28″Đ / 4,22194°B 103,29111°Đ, Ulu Bendong, huyện Kemaman, bang Terengganu. Mẫu lectotype lưu giữ tại Vườn Thực vật Singapore (SING); các mẫu isolectotype lưu giữ tại Trung tâm Nghiên cứu Sinh học Indonesia tại Cibinong (BO), Vườn Thực vật Hoàng gia tại Edinburgh (E), Naturalis tại Leiden, Hà Lan (L).
Mẫu paratype Corner E.J.H. SFN 30011 thu thập cùng ngày, cùng địa điểm, được lưu giữ tại E.

## Phân bố
Loài này có ở bang Terengganu, thuộc Malaysia bán đảo.

## Mô tả
Thân rễ mọc lệch lên trên, có các rễ cọc đỡ. Các chồi lá ngắn mọc thẳng, ken chặt (đôi khi cách nhau 1 cm), lá 1-2, nhiều bẹ không lá che phủ, bẹ dài nhất tới 12 cm, nhẵn nhụi. Phiến lá dài 15-20 cm, rộng 4,5-5 cm, màu xanh lục nhạt, mặt dưới nhạt hơn, hoàn toàn nhẵn nhụi, đỉnh nhọn không nhọn thon, đáy hình nêm và men xuống ngắn. Cuống lá cộng bẹ dài 6-10 cm. Cán hoa dài 4-6 cm, thưa lông. Trục cụm hoa dài 4 cm, nhẵn nhụi hoặc gần như nhẵn nhụi, hơi ngoằn ngoèo, bao gồm 6-8 lá bắc. Lá bắc sơ cấp màu xanh lục, hở, góc ở nách ~45 độ, dài 2,5-3 cm, rộng 12 mm, trải rộng hình elip, mép cuốn trong ở đáy, không mềm, hầu như không nhăn, hở về phía đỉnh (phiến gần như phẳng từ đây), đỉnh thuôn tròn nhọn đột ngột ngắn, đỡ 4 (hoặc hơn) hoa. Lá bắc thứ cấp (lá bắc con) thứ nhất dài 8 mm, các lá bắc con còn lại ngắn hơn. Ống tràng dài tới 2 cm, thùy tràng dài 8 mm, hẹp, màu trắng. Nhị lép dài 6 mm, rộng 2 mm, màu trắng, hở, hơi uốn ngược. Cánh môi dài 11 mm, rộng 8 mm, 2 thùy, các thùy thuôn tròn xếp lợp, màu trắng, dải giữa màu vàng nhạt với các đốm màu đỏ máu gần đáy và ở hai bên dải giữa. Chỉ nhị cộng bao phấn dài ~3,5 mm; mào liên kết uốn ngược, thuôn tròn, rộng 2,5 mm. Quả dài 12 mm, hình elipxoit, vỏ quả ngoài mỏng; hạt dài 10 mm.
Loài này gần giống với S. malaccana, nhưng có cụm hoa ngắn hơn và hoa nhỏ hơn rất nhiều với các đốm màu đỏ ở hai bên dải giữa gần đáy cánh môi.